# Viorel Munteanu
Viorel Munteanu (født 2. maj 1944 i Suceava) er en rumænsk komponist, professor og lærer. 
Munteanu studerede musikteori og komposition på George Enescu Musikkonservatorium i Iasi. Han blev senere undervist i komposition af Stefan Niculescu, Anatol Vieru og Aurel Stroe i Piatra Neamt (1972-1980). Han har skrevet en symfoni, orkesterværker, kammermusik, korværker, sange etc. Munteanus værker er blevet spillet af symfoniorkestre i hele verden, f.eks. Tyskland, England, Østrig, Frankrig, Rumænien, Rusland, USA, Bulgarien og Japan. 

## Udvalgte værker
- Symfoni nr. 1: Glans - for orkester
- Putnes stemmer - for kor og orkester